# Höljes
Höljes is een dorp binnen de gemeente Torsby in de Zweedse regio Värmland. Het dorp heeft 143 inwoners (2010) en een oppervlakte van 74 hectare. Höljes ligt aan de riksväg 62 van Torsby naar het Noorse Trysil. Het dorp ligt tevens aan de Klarälven. De eerste bebouwing in de omgeving gaat al terug naar de 6e eeuw. In het dorp staat de Norra Finnskoga kerk.
Het dorp staat bekend om zijn rallycross. Ieder jaar wordt in juli een wedstrijd in de Europese wereldbeker georganiseerd, waar vaak meer dan 25.000 bezoekers op af komen.